# Плешкани
Плешкани (укр. Плешкані)  — село в Золотоношском районе Черкасской области, Украины. Село расположено на реке Супой, за 42 км от районного центра — города Золотоноша. Население — 651 человек (на 2001 год).
Село Плешкани — административный центр Плешканивского сельского совета.

## История
Голодомор на Украине в 1932—1933 годах затронул каждого третьего жителя села. В честь этого на его территории возведён памятник пострадавшим.

## Галерея

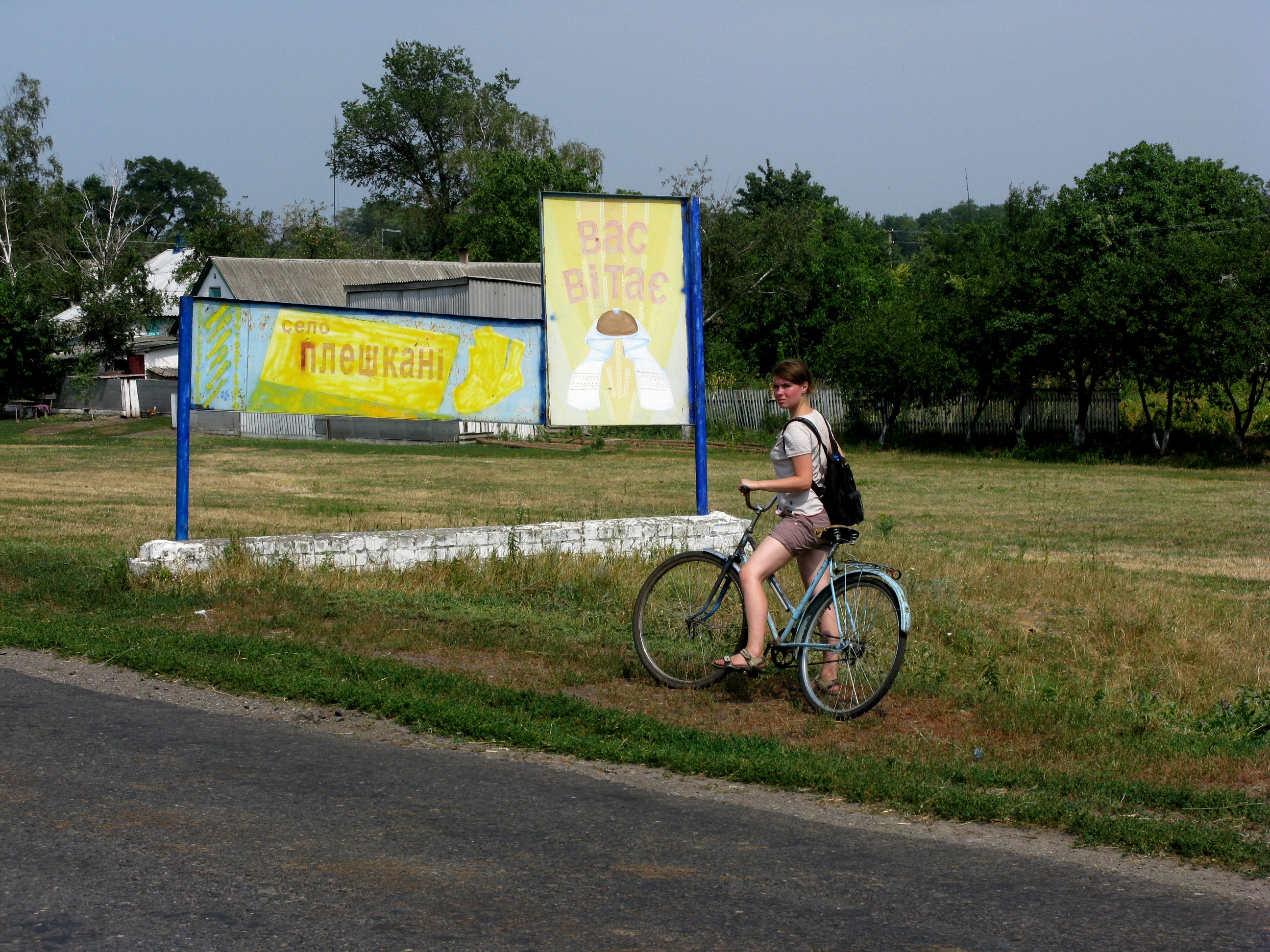
Северный въезд в село Плешкани
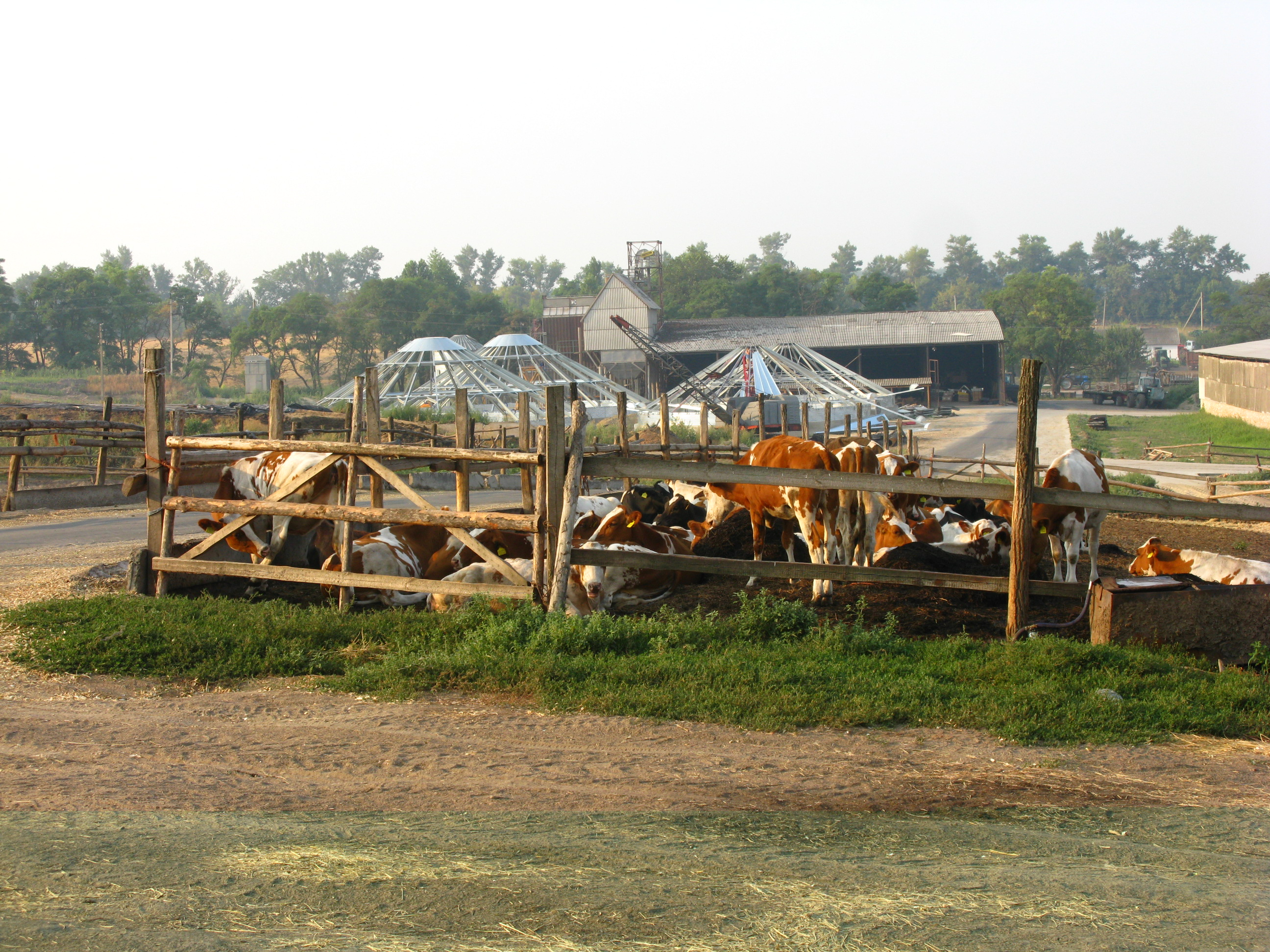
Вид на загон для молодняка и строящиеся зернохранилища Сельскогохозяйственного ЧП "Плешкани"
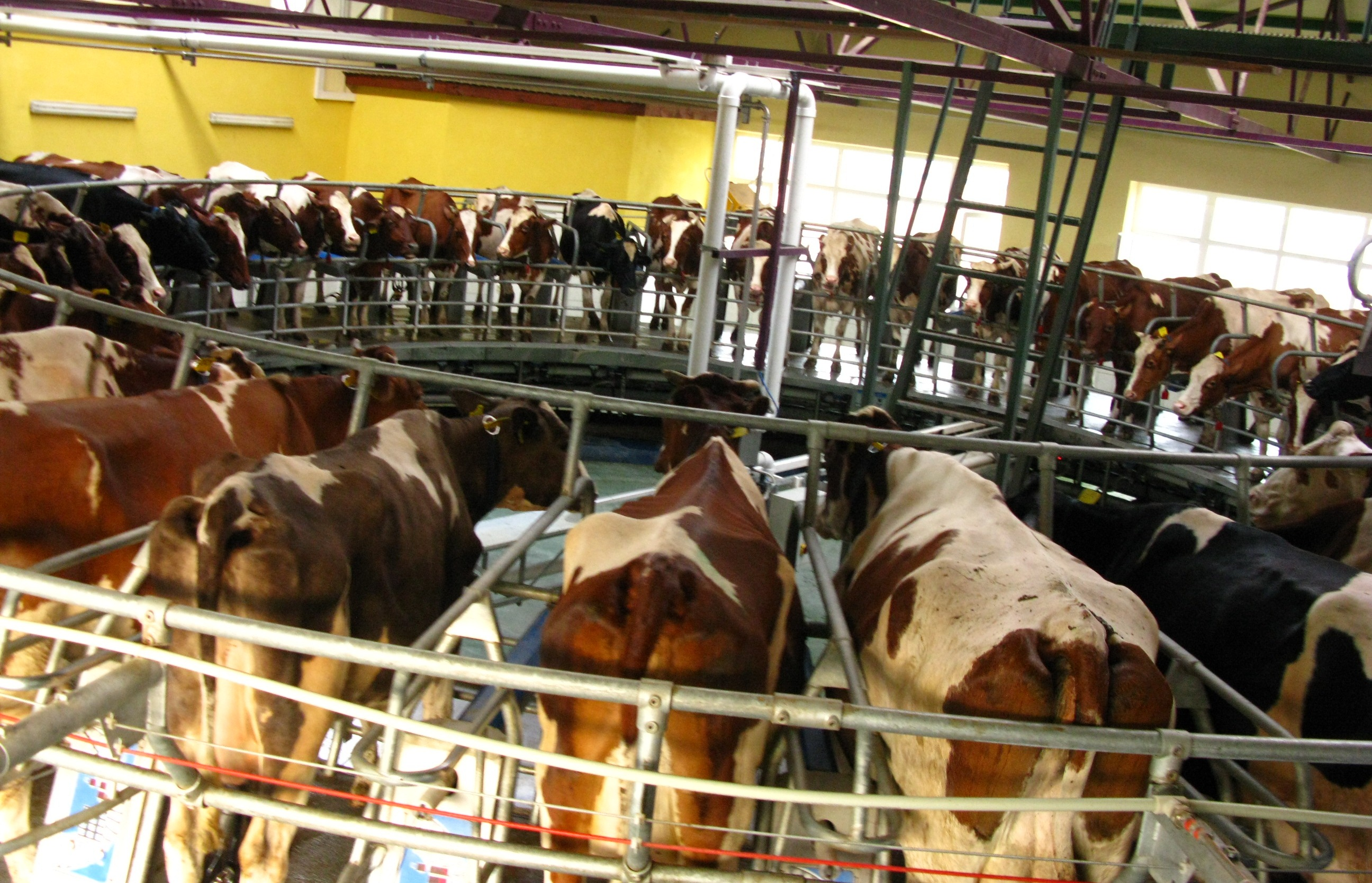
Доильная карусель